# باکوویل-ان-کو
باکوویل-ان-کو (به فرانسوی: Bacqueville-en-Caux) یک کمون (فرانسه) در فرانسه است که در canton of Bacqueville-en-Caux واقع شده‌است. باکوویل-ان-کو ۱۲٫۱۹ کیلومتر مربع مساحت دارد ۹۲ متر بالاتر از سطح دریا واقع شده‌است.